# Il testamento Donadieu
Il testamento Donadieu è un romanzo di Georges Simenon. Scritto tra luglio e agosto del 1936 nella villa "La Tamaris" di Porquerolles, fu pubblicato da Gallimard nel marzo 1937. Uscì poi a puntate su «Les feuillets bleus», dal 1° al 22 aprile 1939 (4 puntate, numeri 497-500).
L'opera fu commissionata dal quotidiano «Le Petit parisien» che voleva pubblicarla in appendice alle sue pagine e per questo è piuttosto lungo, rispetto alla media simenoniana: la prima edizione conta 318 pagine.
Simenon lo considerava il primo vero romanzo da lui scritto, dopo quelli rosa o polizieschi. Marcel Aymé dirà che è "come leggere Balzac senza le sue lungaggini".
Il personaggio di Oscar Donadieu (nipote omonimo del protagonista) si ritrova poi nel romanzo Touriste de bananes ou Les dimanches de Tahiti (1937), cosa molto rara in Simenon (esclusa la serie dei Maigret). Altra cosa rara è che l'autore si fosse concesso delle pause (in genere scriveva quasi di getto) tra le stesure dei capitoli e per questo per alcuni (tra cui André Gide) risulta un poco slegato nelle sue tre parti (dai titoli: Le domeniche a La Rochelle - Le domeniche a Saint-Raphaël - Le domeniche a Parigi, rispettivamente di 10, 7 e 8 capitoli). Il romanzo è dedicato a Lucien Pautrier (professore dermatologo di Strasburgo, 1876-1959).

## Trama
I Donadieu sono un possente clan familiare della Rochelle. Vivono trincerati tra i ninnoli della loro vasta magione e fra i vani oscuri dei loro uffici. E, quando vanno a messa la domenica, formano «una processione dove l’unico assente era il buon Dio». A osservarli, i loro movimenti apparivano «predisposti in modo così rigido che avrebbero potuto scandire la vita della Rochelle con la stessa precisione delle lancette del grande orologio della Torre». Ma un giorno il capotribù, Oscar l’Armatore, scompare. Da allora ha inizio questa cronaca grandiosa e minuziosa, storia di una disgregazione che investe prima La Rochelle per diramarsi poi a Parigi, passando dal torpido ritmo di una città della profonda provincia battuta dal mare all’effervescenza avvelenata della metropoli. Con la stessa sicurezza con cui si manteneva, «l’ordine Donadieu» crolla. E trascina nel crollo non soltanto il clan, ma colui che era stato il freddo agente della rovina: l’arrivista Philippe, il cuneo che si era insinuato fra le giunture del clan. 

## Edizioni italiane
- Il testamento Donadieu, trad. di Alfredo Segrè, Collana Libri arancio, Arnoldo Mondadori Editore, Milano, maggio 1940.
- Il testamento Donadieu, trad. di Paola Zallio Messori, Collezione Biblioteca nº 192, Adelphi, Milano, 1988, ISBN 88-459-0259-5; Collana Gli adelphi n.584, Milano, Adelphi, 2020, ISBN 978-88-459-3449-0.